# Kolbány Pál
Kolbány Pál (Ozdin, 1758. január 23. – Pozsony, 1816. április 16.) orvos, botanikus.

## Életrajza
1758-ban született Ozdinban. Orvosi tanulmányait 1782-től a hallei, 1786-tól a bécsi egyetemen végezte, oklevelét 1787-ben szerezte. Pozsonyban telepedett le mint gyakorló orvos és ott is maradt haláláig. Úttörőként foglalkozott a himlőoltás bevezetésével, ennek érdekében beutazta egész Magyarországot és Erdélyt. Elsők között alkalmazott eredményesen vízgyógymódot.

## Munkássága
Már pozsonyi tanuló korában Lumnitzer orvos biztatására kezdett természetrajzi kutatásokkal foglalkozni. Mint természetbúvár különösen a mérgekkel és mérgező növényekkel foglalkozott, ezekről több értékes munkát is írt. Több külföldi tudományos társaság tagjává választotta. Az erlangeni orvos-természettani és a hallei természetvizsgáló társulatok levelező tagja volt. Hat nagyobb orvosi munkát írt német nyelven.

## Főbb munkái
- Ungarische Giftpflanzen… (Pressburg, 1791)
- Giftgeschichte des Thier-, Pflanzen und der medicinischen Anwendung der Gifte (Wien, 1798)
- Beobachtungen über den Nutzen des lauen und kalten Wassers im Scharlachfieber (Pressburg, 1808)